# Not Found (HEROの曲)
「「Not Found」」（ノット ファウンド）は、日本のヴィジュアル系ロックバンドHEROのインディーズ6枚目のシングル。2010年6月10日にSTAR FIELDから発売された。

## 概要
- HERO初のPV付きセルフプロデュース作品である。
- 初回限定盤と通常盤の2形態でのリリース。

## 収録内容

### 初回限定盤
CD
1. 「Not Found」 
(作詞：JIN / 作曲：HERO)
2. 人間定義 
(作詞：JIN / 作曲：HERO)

DVD
1. 「Not Found」 (PV)

### 通常盤
CD
1. 「Not Found」
2. 人間定義
3. カゾエウタ。 
(作詞：JIN / 作曲：HERO)